# فرنق (مقاطعة دليجان)
فرنق (بالفارسية: فرنق) هي قرية تقع في مركزي في إيران. يقدر عدد سكانها بـ 118 نسمة بحسب إحصاء 2016.